# Великопаратське сільське поселення
Великопара́тське сільське поселення (рос. Большепаратское сельское поселение) — муніципальне утворення у складі Волзького району Марій Ел, Росія. Адміністративний центр — село Нові Парати.

## Історія
Станом на 2002 рік існувала Великопаратське сільська рада (село Нові Парати, присілки Бізюргуп, Васюткино, Вахоткіно, Іманайкіно, Кітунькіно, Отимбал, Очаково, Старі Парати, Урняк), присілки Ашланка, Мікушкіно та хутір Воскресенський перебували у складі Емековської сільської ради.

## Населення
Населення — 2976 осіб (2019, 3154 у 2010, 3078 у 2002).

## Склад
До складу поселення входять такі населені пункти:
| Населений пункт        | Населення, осіб (2002) | Населення, осіб (2010) |
| ---------------------- | ---------------------- | ---------------------- |
| Ашланка, присілок      | 101                    | 135                    |
| Бізюргуп, присілок     | 436                    | 393                    |
| Васюткино, присілок    | 83                     | 95                     |
| Вахоткіно, присілок    | 185                    | 193                    |
| Воскресенський, хутір  | 38                     | 43                     |
| Іманайкіно, присілок   | 35                     | 24                     |
| Кітунькіно, присілок   | 61                     | 44                     |
| Мікушкіно, присілок    | 139                    | 190                    |
| Нові Парати, село      | 1430                   | 1419                   |
| Отимбал, присілок      | 195                    | 211                    |
| Очаково, присілок      | 98                     | 95                     |
| Старі Парати, присілок | 272                    | 312                    |
| Урняк, присілок        | 5                      | 0                      |